# .cw
.cw és un futur codi territorial d'Internet (ccTLD) per a Curaçao, després de la decisió del 15 de desembre de 2010 per l'Agència de manteniment ISO 3166 per assignar CW com el codi ISO 3166-1 ALPHA-2 per a Curaçao. Aquesta decisió va ser a conseqüència del nou estatus de Curaçao com a país autònom dins del Regne dels Països Baixos el 10 d'octubre de 2010.
Actualment Curaçao utilitza el codi anterior de les Antilles Neerlandeses (ccTLD): .an.